# Амкодор
ОАО «Амкодор» (бел. ААТ «Амкадор») — белорусская машиностроительная компания. Приоритетное направление деятельности — производство и реализация специальных машин для дорожно-строительной, логистической, торфодобывающей, коммунальной, лесной, сельскохозяйственной отраслей.
Основной владелец компании — Александр Шакутин, он же возглавляет совет директоров. По состоянию на апрель 2022 года в структуру холдинга «Амкодор» входят 26 предприятий, в том числе 17 заводов, на которых работают около 7 тыс. человек.

## История

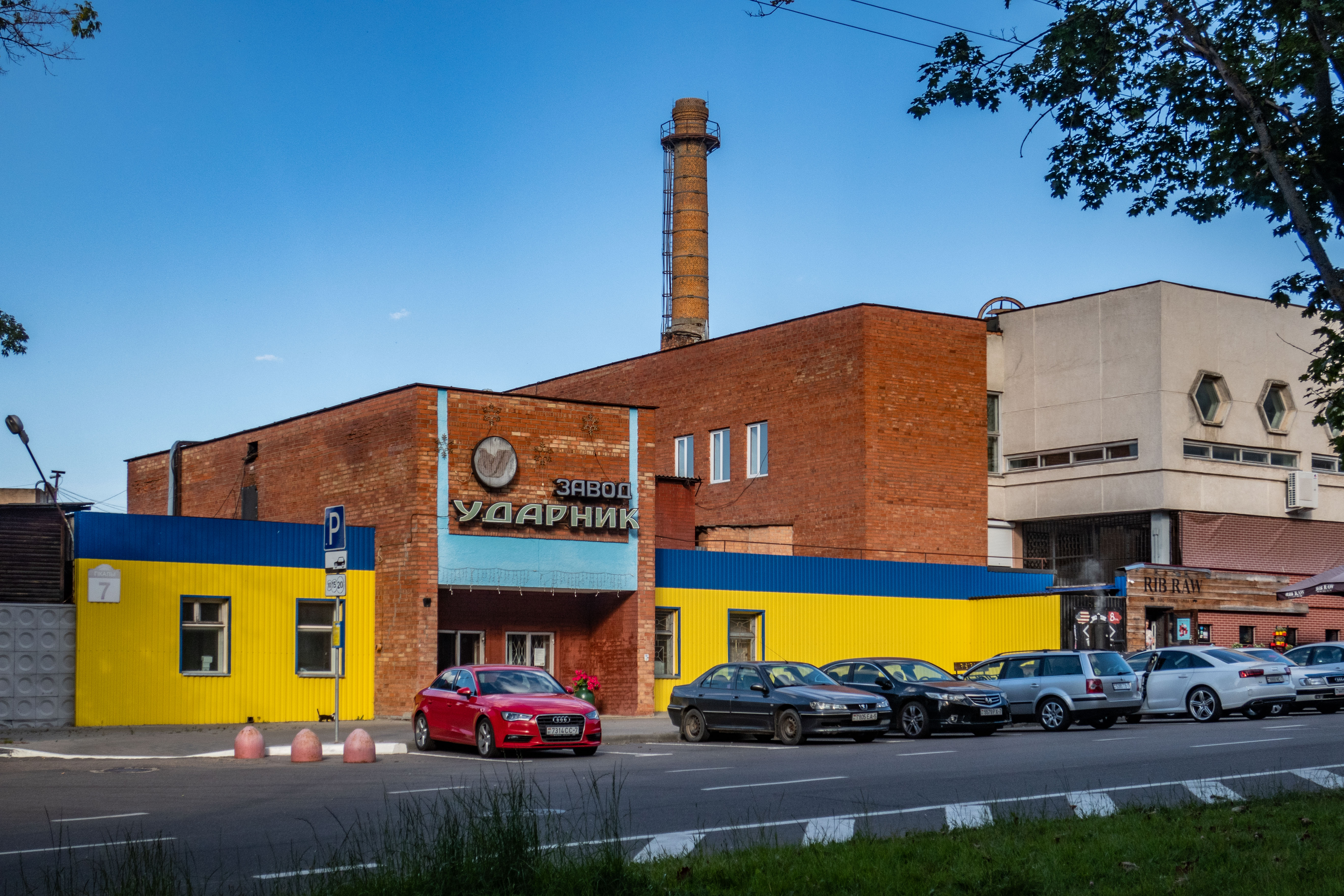
Завод «Ударник» в Минске

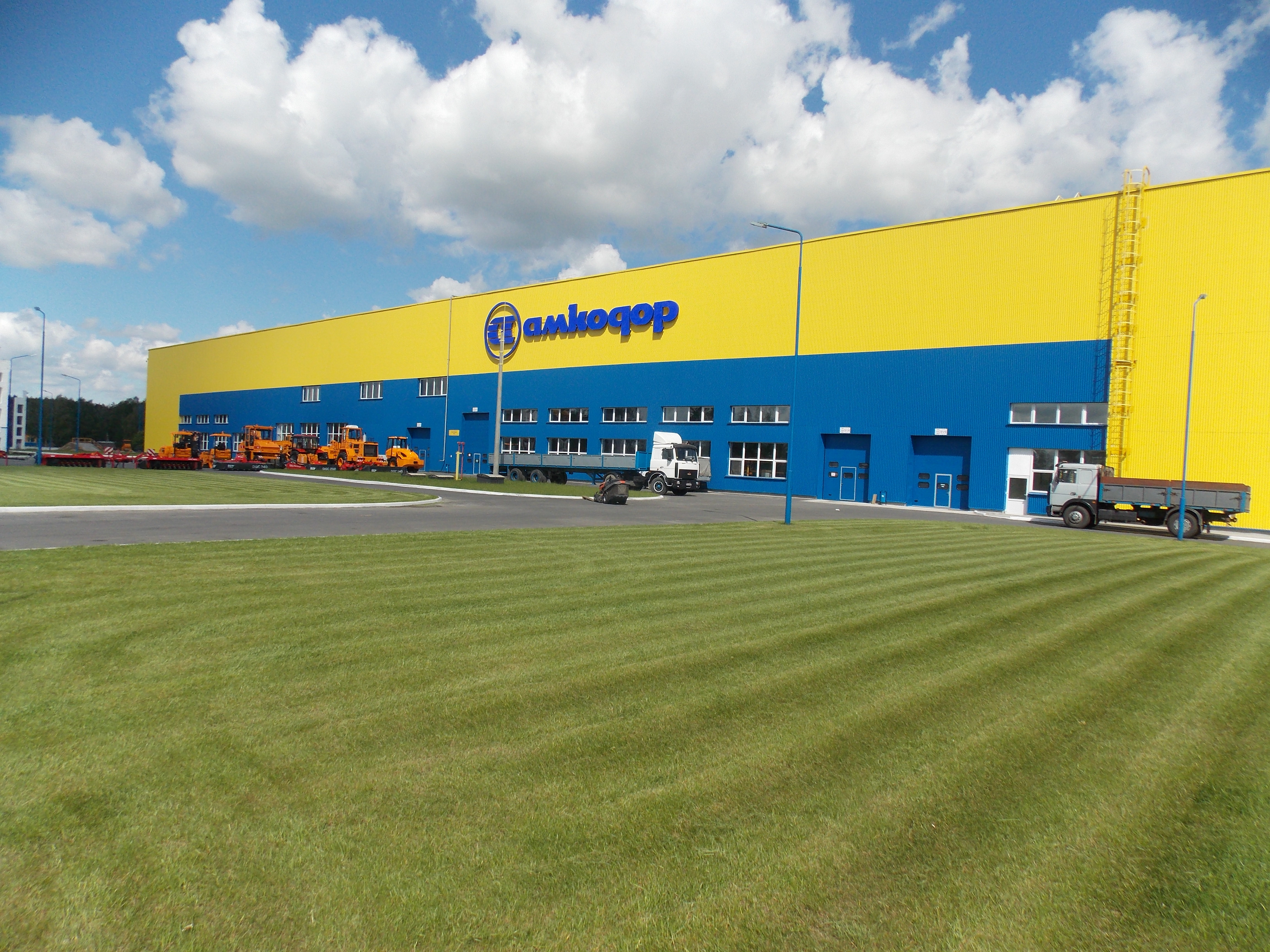
Производственная площадка холдинга «АМКОДОР» в г. Пинске

«Амкодор» основан 1 февраля 1927 года как трудовой коллектив по изготовлению детских игрушек и назывался фабрика «Возрождение», которая располагалась в то время на восточной окраине Минска, а ныне на улице Гикало. К декабрю 1929 года здесь производили кровати, санки, детские коляски и велосипеды, бидоны и чайники, игрушки и мебель из лозы, скульптурные бюсты и барельефы, а также изделия из папье-маше. В мае 1930 года фабрика вошла в состав Белметаллобъединения ВСНХ БССР и стала осваивать выпуск совершенно новой продукции — десятичных весов. В сентябре 1930 года по инициативе рабочего коллектива фабрика «Возрождение» была переименована в завод «Ударник».
В 1951 году завод был передан Министерству строительного и дорожного машиностроения СССР. Изменился профиль предприятия — в 1952 году началось производство различной дорожно-строительной техники. Это были землеройные машины КМ-800, канавокопатели, шнекороторные снегоочистители Д-450 на шасси грузовика МАЗ-502, Д-262М на шасси ЗИС-151, Д-902 на шасси Урал-375Е, а позднее ДЭ-226 на шасси Урал-4320. Тепловые машины ТМ-59, ТМ-59М, ТМ-59МГ для очистки взлетно-посадочных полос аэродромов. Снегоуборочные и многоковшовые самоходные погрузчики Д-460, Д-565, Д-566 и Д-566А. За это время завод создал значительное количество специальных машин. В 1970-е годы была построена новая площадка опытно-экспериментального завода «Дормаш» в районе улице Харьковской. В 1972 год был отмечен освоением производства специальной аэродромно-уборочной машины ДЭ-7, а позже ДЭ-224, а также фронтальных ковшевых колесных погрузчиков ТО-18, ТО-25 на базе колесного трактора Т-150К и П4-85 на базе трактора К-701. В 1983 году завод вошёл в состав Минского научно-производственного объединения «Дормаш» Министерства строительного, дорожного и коммунального машиностроения СССР.
В апреле 1991 года завод «Ударник» стал одним из основных учредителей ОАО «Амкодор». Через 11 лет «Ударник» утратил статус юридического лица и вошёл в состав холдинга в качестве структурного подразделения. Название «Амкодор» расшифровывалось как «Андропов (совр. Рыбинск), Минск, Коростень, Орёл» и «дор[ожное машиностроение]», отражая географию участников НПО «Дормаш» и специализацию объединения. Первым руководителем «Амкодора» стал директор «Ударника» и НПО «Дормаш» Василий Шлындиков, который провёл акционирование предприятия и организовал концерн, успешно действовавший в условиях перехода к рыночной экономике.
В 1990-е годы минский филиал предприятия дорожно-строительной техники «Амкодор» собирал автобусы Ikarus-280, которые назывались «Амкодор-Икарус». Стоимость одного автобуса в ценах 1995 года составляла 1 млрд 100 млн бел. руб.
В начале 2000-х годов белорусский бизнесмен Александр Шакутин («Проммединвест») и непальские бизнесмены Упендра Махато и Шрестха Нихадж купили большую часть акций «Амкодора». В 2012 году в результате дополнительной эмиссии контрольный пакет акций «Амкодора» перешёл в собственность ООО «Интерсервис» Шакутина и Николая Воробья. Впоследствии Воробей и Шакутин разделили активы «Интерсервиса», и «Амкодор» достался Шакутину.
В 2016 году завершена реконструкция завода «Амкодор-Пинск», начатая в 2011 году. Объём капитальных затрат по данному проекту за весь период составил около 400 млрд рублей.

## Продукция

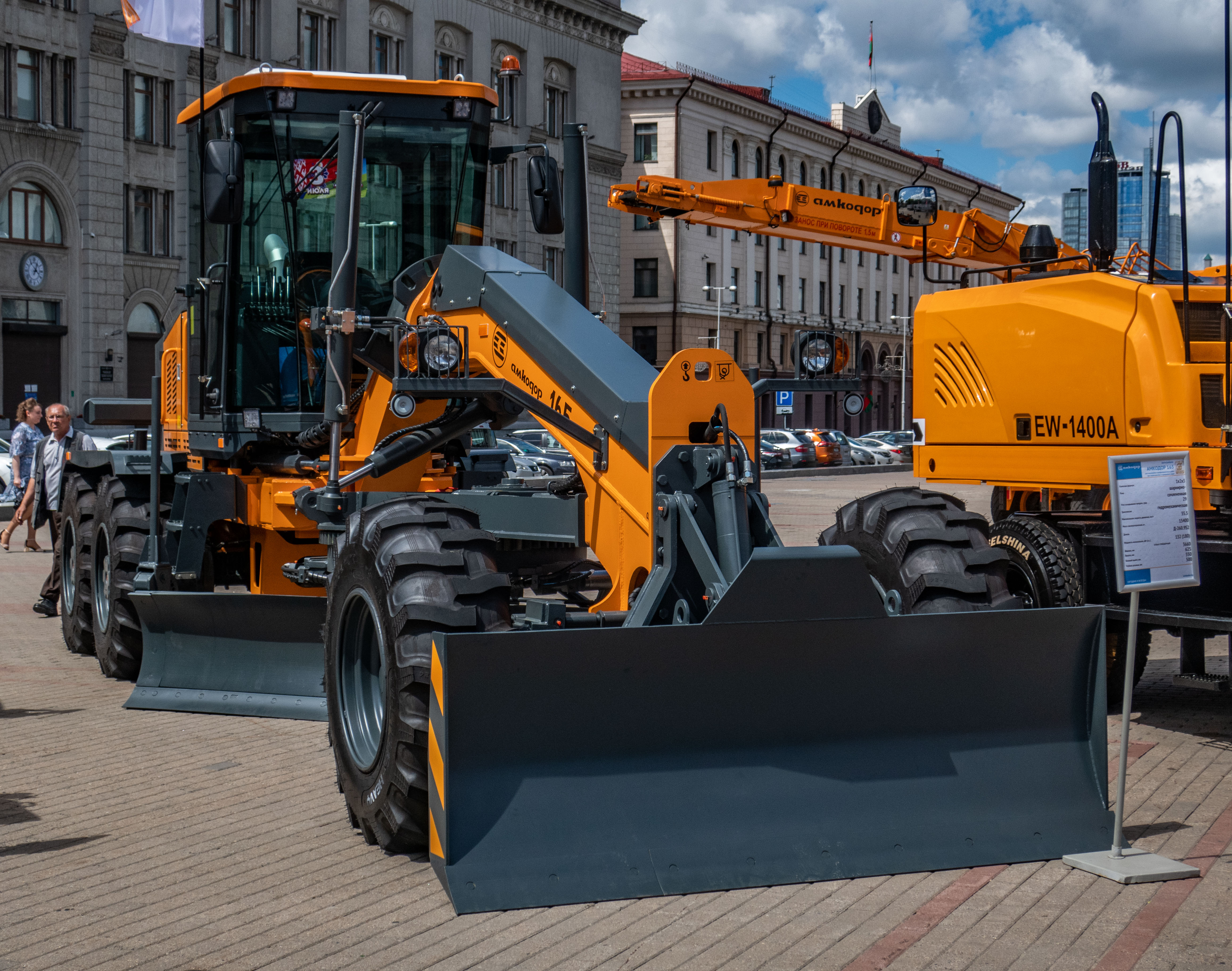
Автогрейдер Амкодор 165
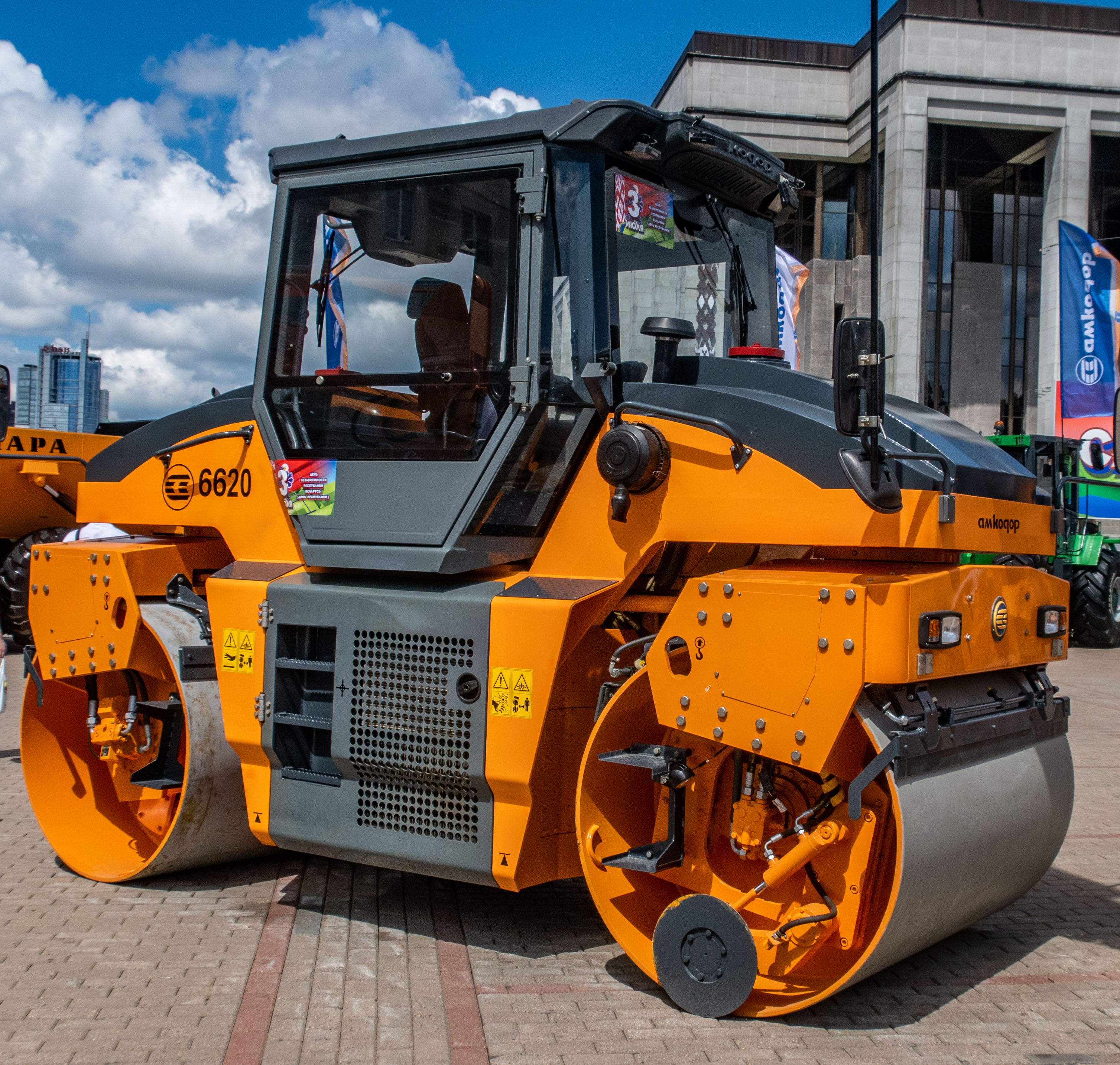
Каток
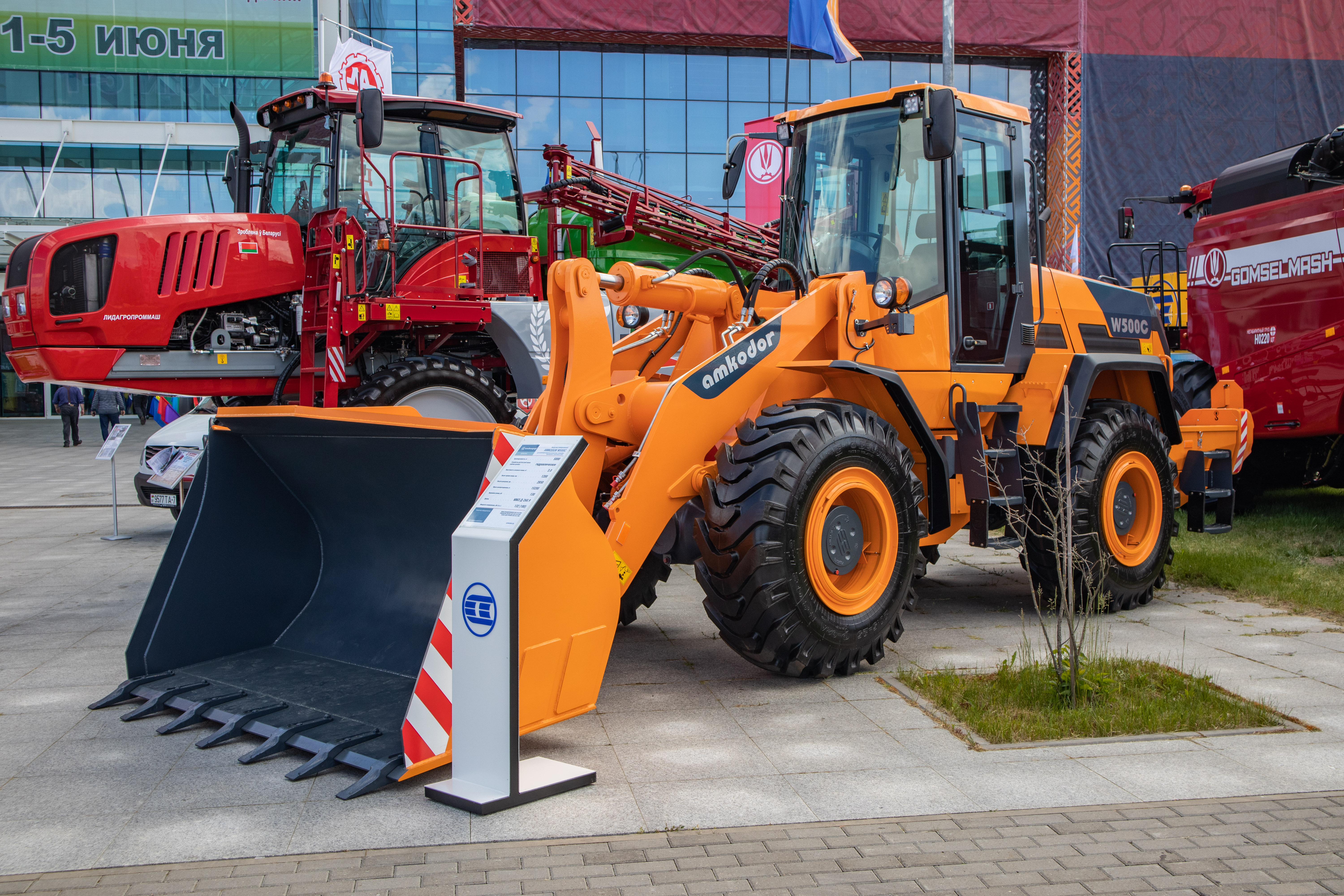
Погрузчик Амкодор W500C
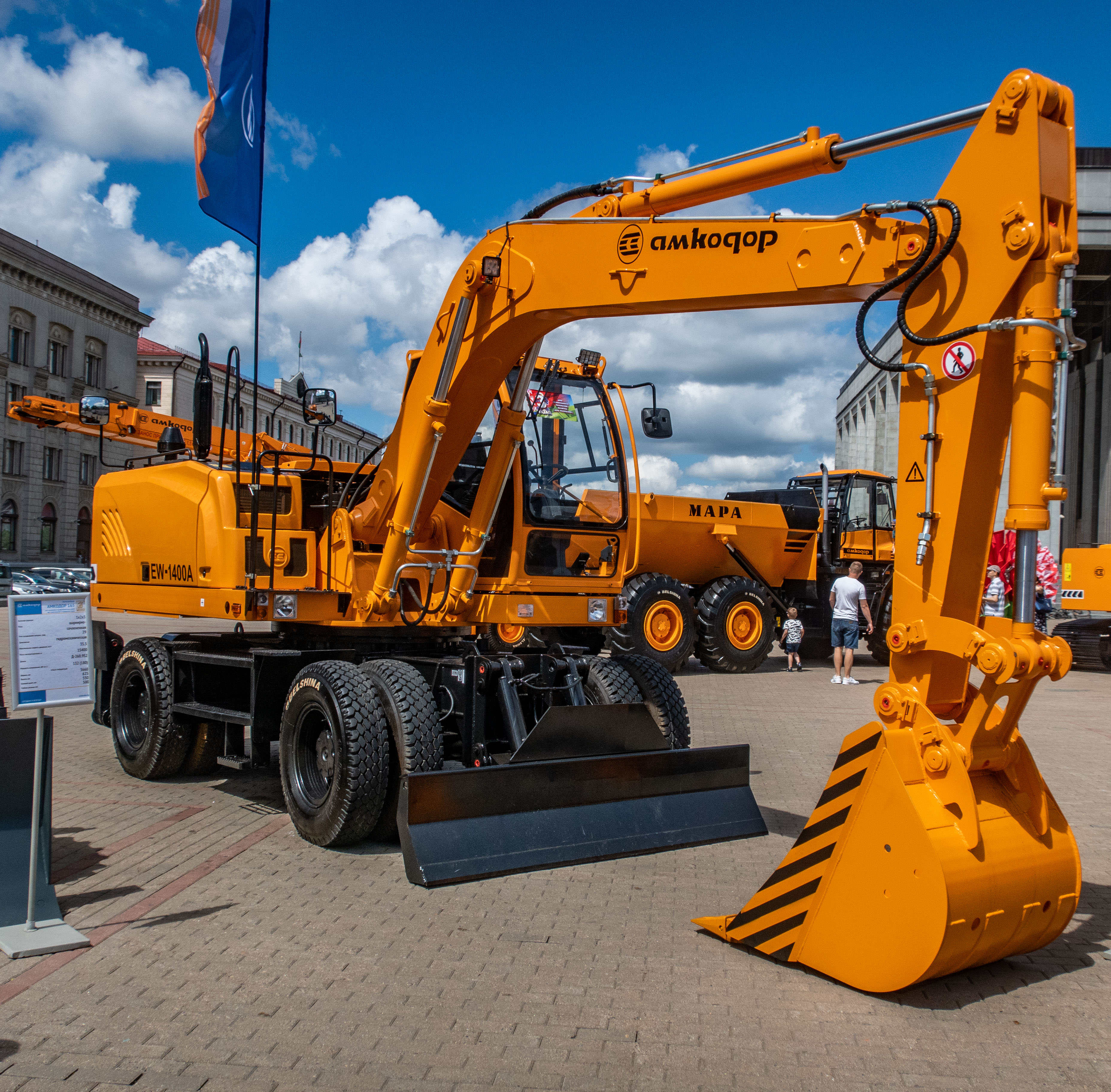
Экскаватор Амкодор EW1400A
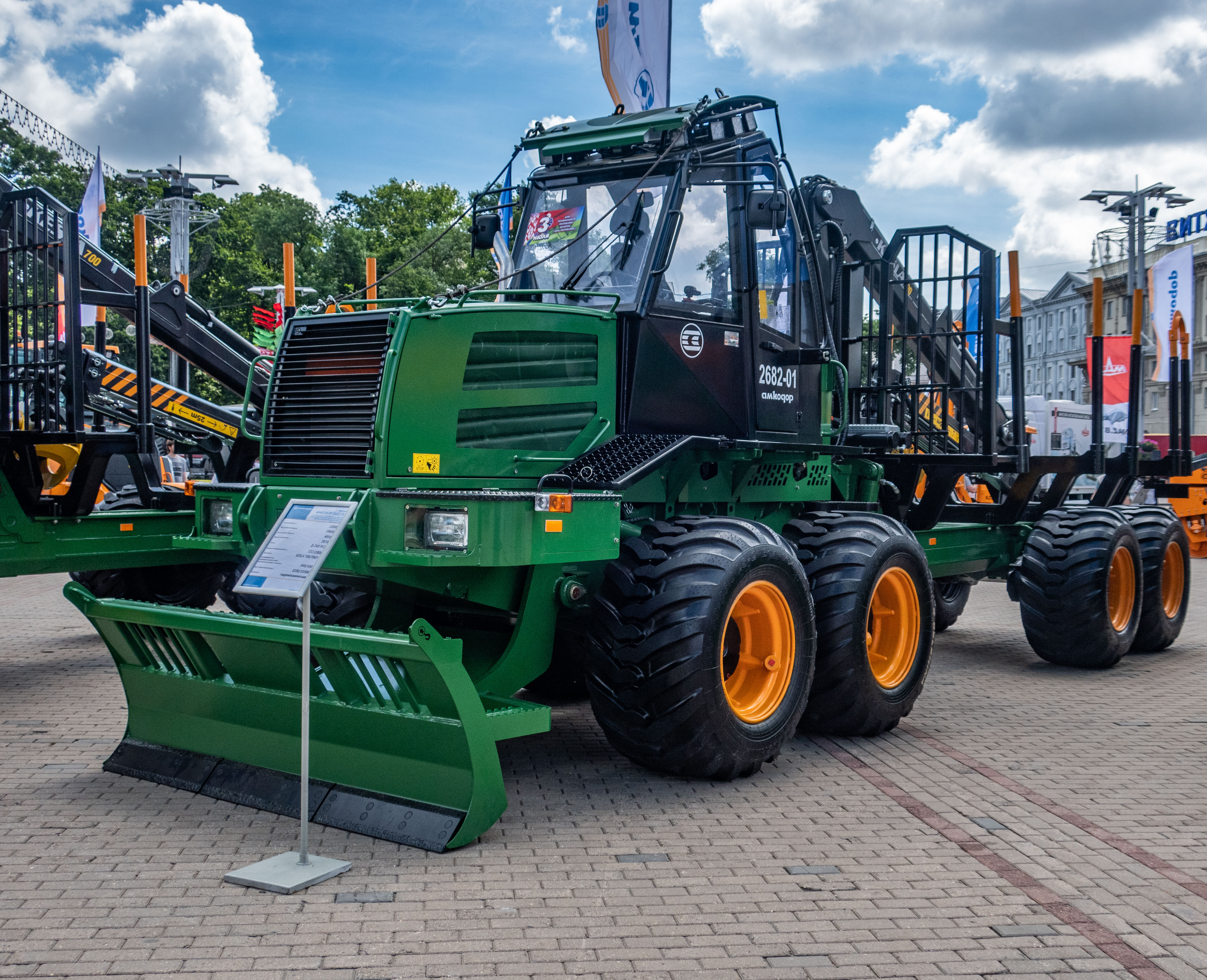
4-осный форвардер Амкодор-2682-01

Предприятия акционерного общества ежегодно выпускают более 5 тысяч единиц специальных машин: строительные и дорожные машины (погрузчики, катки, бульдозер, автогрейдеры, экскаваторы, экскаваторы-погрузчики, машины фрезерные, снегоочистители, траншеекопатели), лесные машины (харвестеры, форвардеры, машины рубильные, мульчирователи, полуприцепы лесовозные, тягачи, погрузчики), складские машины (вилочные автопогрузчики и электропогрузчики, электротележки, гидравлические тележки), машины торфодобывающие, сельскохозяйственные машины и оборудование (погрузчики, тракторы, зерносушильные комплексы, силосы, очистители каналов, косилки навесные, прицепное оборудование), а также компоненты: сменные рабочие органы, кабины, мосты, ГМП, гидроагрегаты, рукава высокого давления, светотехника, АКБ, резинотехнические изделия, изделия из АБС пластика.

## Санкции
Весной 2022 года Канада включила «Амкодор» в санкционный список «соратников режима Лукашенко» за «содействие вторжению президента Путина в свободную и суверенную страну», а затем и Шакутина. 19 октября 2022 года Украина также ввела санкции против компании и против Шакутина. 5 декабря 2023 года Шакутин и «Амкодор» были добавлены в санкционный список США.